# ISO 3166-2:KI
ISO 3166-2:KI è uno standard ISO che definisce i codici geografici delle suddivisioni delle Kiribati; è un sottogruppo dello standard ISO 3166-2.
I codici sono assegnati ai tre principali gruppi di isole che compongono il paese, che tuttavia non hanno alcun ruolo amministrativo; sono formati da KI- (sigla ISO 3166-1 alpha-2 dello Stato), seguito da una lettera.

## Codici
| Codice | Gruppo              |
| ------ | ------------------- |
| KI-G   | Isole Gilbert       |
| KI-L   | Sporadi Equatoriali |
| KI-P   | Isole della Fenice  |